# Valentina Palmisano
Valentina Palmisano (nascida a 24 de Janeiro de 1983) é uma política italiana do Movimento 5 Estrelas que foi eleita membro do Parlamento Europeu em 2024. Serviu como membro da Câmara dos Deputados de 2018 a 2022 e é presidente do conselho municipal de Ostuni desde 2023.